# Revolver Golden Gods Awards
Die Revolver Golden Gods Awards ist ein seit 2009 jährlich verliehener Musikpreis für Solo-Musiker und Bands aus der Rock-, Punk- und Metal-Sparte. Sie wird von dem US-amerikanischen Musikmagazin Revolver organisiert.

## Geschichte
Die allerersten Revolver Gods Awards wurden am 7. April 2009 im Club Nokia in Los Angeles verliehen. Am 2. Mai zeigte der Fernsehsender MTV2 ein einstündiges „Spezial“. Der Schauspieler Brian Posehn war damals Moderator der Preisverleihung. Neben den Verleihungen gab es Gast-Auftritte von unter anderem Lemmy Kilmister, Glenn Danzig, Maynard James Keenan, Chuck Billy, CM Punk und, unangekündigt, von Killswitch Engage, Hatebreed, All That Remains und Suicide Silence. Unter anderem erhielt Ozzy Osbourne als erster einen Award für sein Lebenswerk. Weitere Auszeichnungen gingen unter anderem an Vinnie Paul, Isis, dem Rainbow Bar and Grill, Death Magnetic von Metallica, Dave Mustaine, Protest the Hero, Slipknot und Suicide Silence.
2010 fand die Verleihung erneut im Club Nokia in Los Angeles statt. Die Moderation übernahmen Chris Jericho und Andrew W.K. Überraschungsgäste waren unter anderem As I Lay Dying, Rob Zombie, Fear Factory und The Devil Wears Prada. Lemmi Kilmister erhielt bei der 2. Preisverleihung eine Auszeichnung für sein Lebenswerk. Weitere Preise heimsten Rob Halford, Ronnie James Dio, The Dillinger Escape Plan, Maria Brink von In This Moment, Alice in Chains (2 Awards), Zakk Wylde und Jimmy Sullivan von Avenged Sevenfold ein.
2011 war lediglich Chris Jericho Moderator der Veranstaltung. Gastauftritte hatten unter anderem Asking Alexandria und Sebastian Bach. Bei den Awards erhielten die beiden Gitarristen Synyster Gates und Zacky Vengeance von Avenged Sevenfold jeweils den Award als Bester Gitarrist. Weitere Awards gingen an Murderdolls, Rammstein, Alice Cooper, The Miz (Wrestler), Black Veil Brides, Mike Portnoy, M. Shadows und Avenged Sevenfold.
Seit 2011 wurde der Lifetime Achievement Award (Preis fürs Lebenswerk) in „Ronnie James Dio Lifetime Achievement Award“ umbenannt, als Ehrung für den 2010 an Krebs verstorbenen Sänger Ronnie James Dio, dieser wurde 2010 – knapp einen Monat vor seinem Tod – noch als bester Sänger ausgezeichnet.
Am 11. April 2012 fanden die vierten Revolver Golden God Awards im Club Nokia in Los Angeles statt. Chris Jericho war erneut Moderator der Preisverleihung. Preise wurden in elf Kategorien verliehen. Die Awards gingen an Jinxx und Jake Pitts von Black Veil Brides, Jeremy Spencer (Five Finger Death Punch), Nikki Sixx (u. a. Mötley Crüe), Slash, Slipknot, X Japan, Avenged Sevenfold (zwei Awards), Amy Lee (Evanescence), CM Punk, Korn (für The Path of Totality), Gene Simmons und an Rush.
Am 3. Mai 2013 wurden die fünften Awards verliehen. Gewinner einer Auszeichnung sind John 5 (Rob Zombie), Arejay Hale (Halestorm), Lemmy Kilmister, Corey Taylor, Device, Triple H (WWE), Slipknot, Tenacious D, Black Veil Brides (für In the End), HIM und Deftones (für Koi No Yokan).
Im Jahr 2014 fanden letztmals die Revolver Golden Gods Awards statt. Im Jahr 2015 wurde kein Preis verliehen, bevor 2016 der Preis als Revolver Music Awards verliehen wurden.

## Preisträger

### 2009
- Vic Firth Most Awesomely Good Drummer: Vinnie Paul
- Rockstar Energy Mayhem Festival Best Underground Metal Band: Isis
- Revolver Metal Industry Award: Rainbow Bar and Grill
- Century Media/Nuclear Blast Album of the Year: Death Magnetic von Metallica
- Roadrunner Records Honorary Headbanger: Kat Von D
- Prosthetic Records Golden God: Dave Mustaine
- Monster Energy Monster Riff of the Year: Psychosocial von Slipknot
- Metalkult.com Most Viral Video: Protest the Hero
- Never Surrender Most Metal Athlete: Shaun White
- E1 Music Best Live Band: Slipknot
- Snap Jack Best New Talent: Suicide Silence
- Affliction Clothing Lifetime Achievement: Ozzy Osbourne
- Metal Hammer Ultimate Award of the Viking Bloody Dawn Unicorn Killer: Dethklok
- MySpace Reader’s Choice Award: The Acacia Strain
- Epiphone/Guitar World Most Mind-Blowing Guitarists: Jeff Hanneman, Kerry King
- Sinful Hottest Chick In Metal: Marta (Bleeding Through)

### 2010
- Revolver Golden God Award: Rob Halford
- Revolver Golden Gods Lifetime Achievement Award: Lemmy Kilmister
- Album of the Year: Black Gives Way to Blue von Alice in Chains
- Comeback of the Year: Alice in Chains
- Best Vocalist: Ronnie James Dio
- Best Guitarist: Zakk Wylde
- Best Drummer: Jimmy Sullivan
- Best Live Band: Metallica
- Best Underground Band: The Dillinger Escape Plan
- Hottest Chick in Metal: Maria Brink (In This Moment)

### 2011
- Epiphone Best Guitarist Award: Synyster Gates, Zacky Vengeance (Avenged Sevenfold)
- Comeback of the Year: Murderdolls
- Best Live Band Award: Rammstein
- The Golden God Award: Alice Cooper
- Most Metal Athlete: The Miz (Wrestling)
- Honorary Headbanger Award: William Shatner
- Duff McKagan then presented Best New Band: Black Veil Brides
- Best Drummer Award: Mike Portnoy
- Best Vocalist: M. Shadows (Avenged Sevenfold)
- Album of the Year: Nightmare von Avenged Sevenfold

### 2012
- Best Guitarists: Jinxx und Jake Pitts (Black Veil Brides)
- Best Drummer: Jeremy Spencer (Five Finger Death Punch)
- Paul Gray Best Bassist: Nikki Sixx
- Riff Lord: Slash
- Comeback of the Year: Slipknot
- Best International Band: X Japan
- Best Live Band: Avenged Sevenfold
- Best Vocalist: Amy Lee (Evanescence)
- Most Metal Athlete: CM Punk
- Most Dedicated Fans: Avenged Sevenfold
- Album of the Year: The Path of Totality von Korn
- The Golden God Award: Gene Simmons (KISS)
- Ronnie James Dio Lifetime Achievement Award: Rush

### 2013
- Epiphone Best Guitarist: John 5 (Rob Zombie)
- Best Drummer: Arejay Hale (Halestorm)
- Paul Gray Best Bassist: Lemmy Kilmister
- Best Vocalist: Corey Taylor
- Best New Talent: Device
- Most Metal Athlete: Triple H (Wrestling)
- Best Live Band: Slipknot
- Comeback of the Year: Tenacious D
- Song of the Year: In the End von Black Veil Brides
- Most Dedicated Fans: HIM
- Album of the Year: Koi No Yokan von Deftones

### 2014
- → Hauptartikel: Revolver Golden Gods Awards 2014
- Golden God Award: Joan Jett
- Lebenswerk: Axl Rose
- Album des Jahres: 13 von Black Sabbath
- Lied des Jahres: Lift Me Up von Five Finger Death Punch
- Bester Film/Video: This Is a Wasteland von Pierce the Veil
- Beste Live-Band: Rob Zombie
- Bester Newcomer: Twelve Foot Ninja
- Comeback des Jahres: Deep Purple
- Most Dedicated Fans: Avenged Sevenfold
- Bester Sänger: Josh Homme (Queens of the Stone Age)
- Bester Gitarrist: Synyster Gates & Zacky Vengeance (Avenged Sevenfold)
- Bester Bassist: Chris Kael (Five Finger Death Punch)
- Bester Schlagzeuger: Arin Ilejay (Avenged Sevenfold)
- Most Metal Athlete: Josh Barnett (Mixed Martial Arts, UFC-Teilnehmer)

### 2016
als Revolver Music Awards
- Lebenswerk: Dave Mustaine
- Innovation: Anthrax
- Album des Jahres: Hardwired…to Self-Destruct von Metallica
- Lied des Jahres: Square Hammer von Ghost
- Bester Film/Video: Silvera von Gojira
- Beste Live-Band: Slipknot
- Bester Newcomer: Avatar
- Most Dedicated Fans: Pierce the Veil
- Bester Sänger: Austin Carlile (Of Mice & Men)
- Bester Gitarrist: Dave Mustaine & Kiko Laureiro (Megadeth)
- Bester Bassist: Dick Lövgren (Meshuggah)
- Bester Schlagzeuger: Chris Adler (Megadeth)  1
- Most Metal Athlete: Baron Corbin (WWE-Teilnehmer)